# Jujun
Jujun is een bestuurslaag in het regentschap Kerinci van de provincie Jambi, Indonesië. Jujun telt 1638 inwoners (volkstelling 2010).